# Vicepremierminister (Storbritannien)
Posten som britisk vicepremierminister (engelsk: Deputy Prime Minister of the United Kingdom) blev oprettet under 2. verdenskrig i 1942. 
Der er ikke noget krav om, at Storbritannien skal have en vicepremierminister, og i perioder har posten stået tom. 

## Vicepremierministre
- 1942 – 1945: Clement Attlee, 1. jarl Attlee
- 1945 – 1951: Herbert Morrison, baron Morrison af Lambeth
- 1951 – 1955: Anthony Eden, 1. jarl af Avon
- 1962 – 1963: baron Butler af Saffron Walden
- 1979 – 1988: William Whitelaw, 1. vicegreve Whitelaw
- 1989 – 1990: Geoffrey Howe, baron Howe af Aberavon
- 1995 – 1997: Michael Heseltine, baron Heseltine
- 1997 – 2007: John Prescott, baron Prescott
- 2010 – 2015: Nick Clegg

## Førstesekretærer for staten
I 1962 blev det oprettet en honorær post som førstesekretær for den britiske stat (engelsk: First Secretary of State) . 
Der er ikke noget krav om, at Storbritannien skal have en førstesekretær for staten, og i perioder har posten stået tom.
Førstesekretæren kan tildeles opgaver, som ellers hører under  vicepremierministeren. Når de to poster har været besat af forskellige minister, så har førstesekretæren fungeret som en uformel 2. vicepremierminister. 
- 1962 – 1963: baron Butler af Saffron Walden
- 1964 – 1966: George Brown, baron George-Brown
- 1966 – 1968: Michael Stewart, baron Stewart af Fulham
- 1968 – 1970: Barbara Castle, baronesse Castle af Blackburn
- 1995 – 1997: Michael Heseltine, baron Heseltine
- 2001 – 2007: John Prescott, baron Prescott
- 2009 – 2010: Peter Mandelson, baron Mandelson
- 2010 – 2015: William Hague
- 2015 – 2016: George Osborne
- 2016 – 2019: David Lidington
- 2019 – 2022: Dominic Raab
- 2022 – 2022: Thérèse Coffey
- 2022 – 2023: Dominic Raab
- 2023 – nu: Oliver Dowden